# Accademia Italiana della Marina Mercantile
Die Accademia Italiana della Marina Mercantile (deutsch: „Italienische Handelsmarineakademie“, englisch offiziell: Italian Shipping Academy) ist eine italienische Seefahrtschule in Genua. Die gleichnamige Stiftung (Fondazione) privaten Rechts ist Träger der Akademie und dreier verwandter Bildungseinrichtungen. Die Akademie hat den Status eines Istituto Tecnico Superiore und ist damit Teil des tertiären Bildungsbereichs.

## Geschichtlicher Hintergrund
In Italien gibt es seit langer Zeit Fachoberschulen, darunter solche mit der Ausbildungsrichtung Seefahrt (Istituto tecnico nautico). Der tertiäre Bildungsbereich wurde erst nach der Jahrtausendwende um ein höheres Berufsbildungswesen (Istruzione e Formazione Tecnica Superiore) erweitert, das zum Teil mit Fachhochschulen und Berufsakademien des deutschsprachigen Raumes vergleichbar ist. Die neuen Bildungseinrichtungen mit der Bezeichnung Istituto Tecnico Superiore entstanden und entstehen in der Regel aus staatlichen Fachoberschulen, mit Unterstützung von Hochschulen, Unternehmen, Verbänden und staatlichen Stellen, die sich an privatrechtlichen Trägerstiftungen beteiligen. Die 2005 gegründete Handesmarineakademie in Genua war nicht nur Teil dieser Entwicklung, sondern bereitete sie in mancher Hinsicht mit vor.
In den 1980er und 1990er Jahren nahmen die Schülerzahlen in den Fachoberschulen mit Ausbildungsrichtung Seefahrt drastisch ab. Darüber hinaus erforderte das STCW-Übereinkommen eine Reform und Ergänzung dieser Ausbildungsrichtung. Die Absolventen der genannten Fachoberschulen mussten die zusätzlichen STCW-Standards zunächst durch Selbststudium, im Rahmen von betrieblichen Fortbildungen oder mit Unterstützung privater Bildungseinrichtungen erfüllen. Die Gründung der Handelsmarineakademie in Genua erfolgte vor diesem Hintergrund, noch bevor das höhere Berufsbildungswesen eingeführt wurde. Die damalige Provinz Genua schlug die Gründung der Akademie vor und erhielt dafür die Unterstützung von Reedereien, Werften, Gewerkschaften, der Küstenwache, der Ministerien für Verkehr und Bildung, des Registro Italiano Navale (RINA), von Hafenbetreibern und etlichen Vereinigungen. Für die neue Akademie erwarb die Provinz die Villa Candida im genuesischen Stadtteil Albaro und ließ sie renovieren, umbauen und entsprechend ausstatten.

## Die Stiftung
Die Fondazione Accademia Italiana della Marina Mercantile ist eine gemeinnützige Stiftung privaten Rechts. Stifter sind unter anderem: die Metropolitanstadt Genua, die Universität Genua, die Fachoberschule für Seefahrt San Giorgio in Genua, der Betreiber des Hafens von Genua, RINA, Fincantieri und Vereinigungen von Reedereien, sowie Arbeitgeber- und Berufsverbände. Die Stiftung ist Träger der nachstehenden Bildungseinrichtungen.

## Die Handelsmarineakademie
Die Handelsmarineakademie bietet nautisch, technisch und logistisch orientierte Ausbildungsgänge an, die für die Studierenden kostenfrei sind. Die Zahl der Studienplätze richtet sich am Bedarf der Wirtschaft. Jährlich werden in der Regel einhundert neue Studenten aufgenommen. Für die Teilnahme am Auswahlverfahren können sich Männer und Frauen im Alter von 18 bis 26 Jahren aus allen Staaten der Europäischen Union bewerben. Voraussetzung ist die Hochschulreife, wobei nur Absolventen von Oberschulen mit Schwerpunkt Transport und Logistik die Ausbildung unmittelbar antreten dürfen. Alle anderen müssen ein Propädeutikum absolvieren. Bei gleicher Eignung werden Frauen, bereits Berufstätige und ehemalige Marinesoldaten bis zum Erreichen bestimmter Quoten bevorzugt aufgenommen. Die Ausbildung zum nautischen oder technischen Schiffsoffizier und die zum Logistiktechniker dauert zwei Jahre. Spätere Fortbildungskurse, beispielsweise für Erste Offiziere oder Leitende Ingenieure sind kostenpflichtig.

## Weitere Akademien der Stiftung
Die Accademia Ospitalità Crociere in Arenzano bei Genua ist auf Gastronomie und Animation auf Kreuzfahrtschiffen spezialisiert. Auf ITS-Niveau werden Schiffsköche und Konditoren ausgebildet, für anderes Fachpersonal gibt es kürzere Lehrgänge.
Die Accademia Turismo del Mare in Lavagna bei Genua bildet auf ITS-Niveau Hotelkaufleute und Multimediatechniker aus, darüber hinaus bietet auch sie kürzere Lehrgänge an.
Die International Maritime Safety Security Environment Academy (IMSSEA) in Arenzano ist der internationale Arm der Stiftung. Die Ausbildungseinrichtung ist von der Internationalen Seeschifffahrts-Organisation IMO anerkannt und bietet Lehrgänge für Beamte ausländischer Schifffahrtsverwaltungen an, insbesondere für solche aus der Dritten Welt. Als solche steht sie in der Nachfolge der ehemaligen International Maritime Academy in Triest.

## Weitere Akademien in Italien
Dem Beispiel der Handelsmarineakademie in Genua sind in Italien andere Fachoberschulen mit Ausbildungsrichtung Seefahrt, Gebietskörperschaften und Verbände gefolgt. Nach dem oben beschriebenen Muster wurden ITS-Seefahrtschulen in Gaeta, Cagliari und Triest eingerichtet, weitere sind geplant.
Universitäre Studiengänge in Scienze nautiche bietet in Italien (von der Accademia Navale abgesehen) nur die Universität Neapel Parthenope an, die 1920 als Regio Istituto Superiore Navale gegründet worden war, 1940 in Istituto Universitario Navale umbenannt wurde und seit 2006 eine reguläre staatliche Universität ist. Davon sind Schiffbau- und Meerestechnik-Studiengänge zu unterscheiden, die an einigen anderen italienischen Universitäten angeboten werden. Zu nennen sind insbesondere die Universitäten Genua, Pisa, Neapel und Triest, 